# Erico Spinadel
Erico Spinadel (Viena, 6 de mayo de 1929-Pinamar, Argentina; 25 de febrero de 2020) fue un ingeniero industrial austro-argentino especializado en energía eólica residente argentino desde el año 1938. Obtuvo su doctorado en la Universidad de Buenos Aires (Argentina) en 2004.

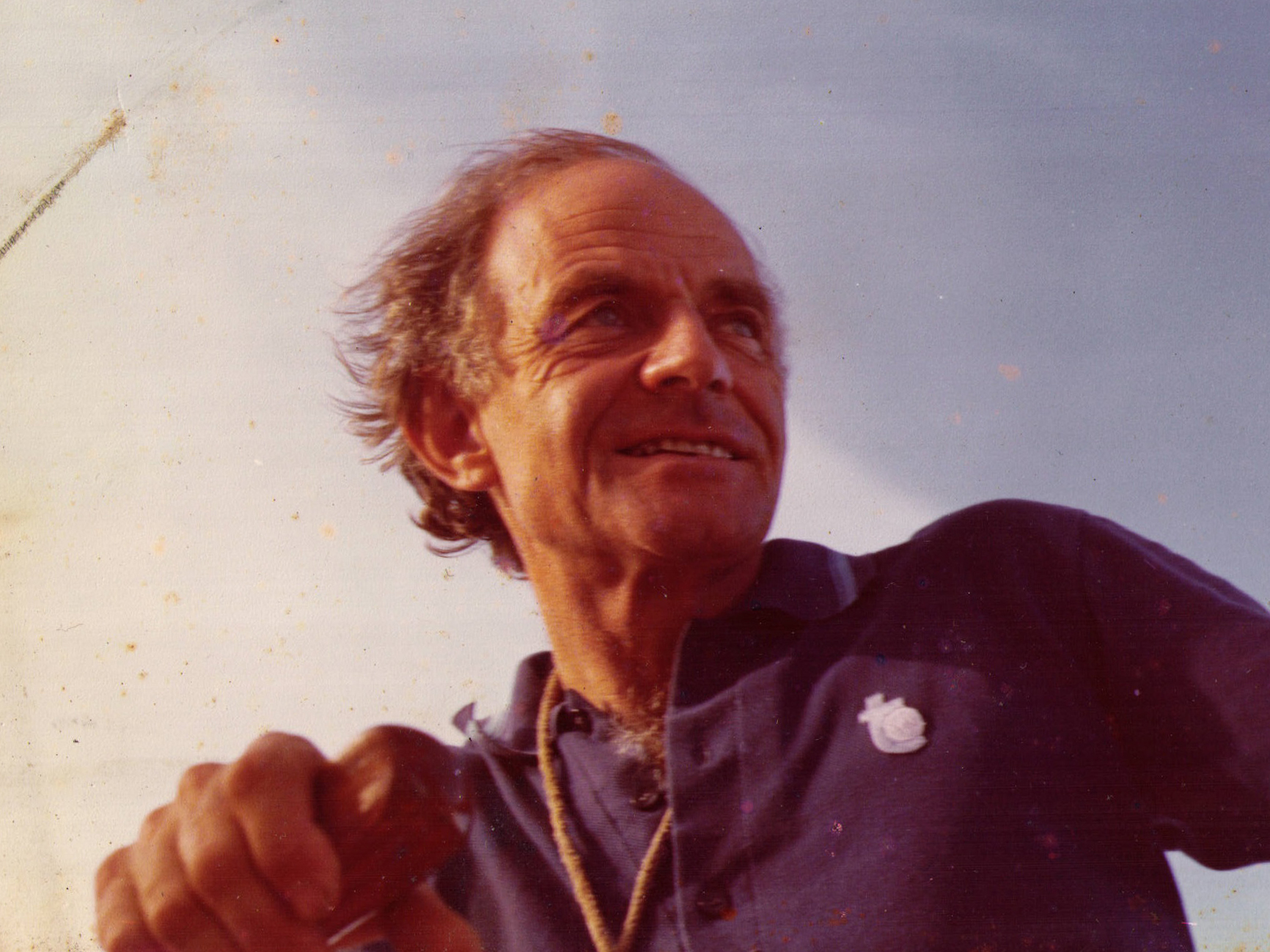
Erico Spinadel, Aprendiendo del Viento

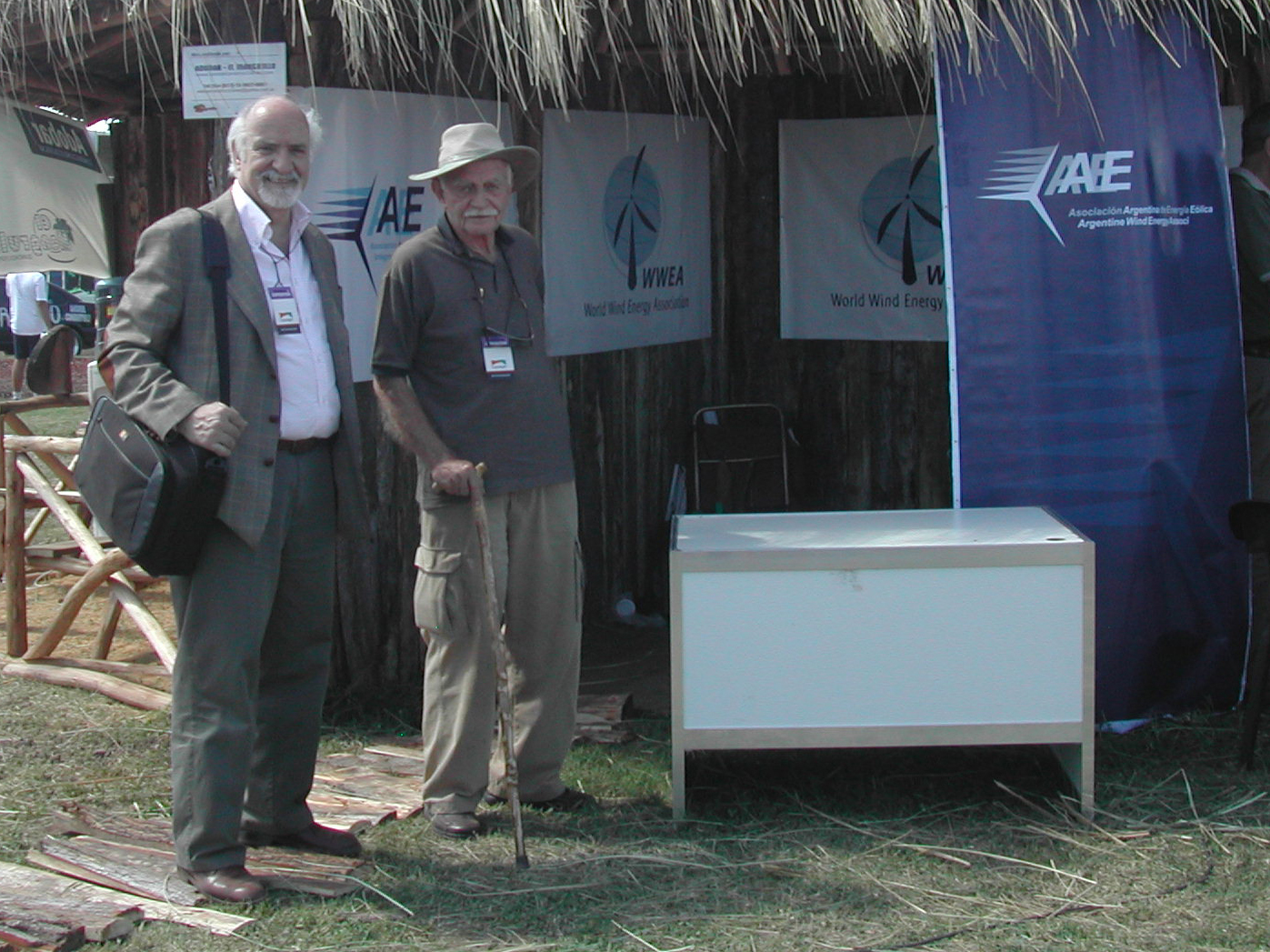
Erico Spinadel en Feria Internacional

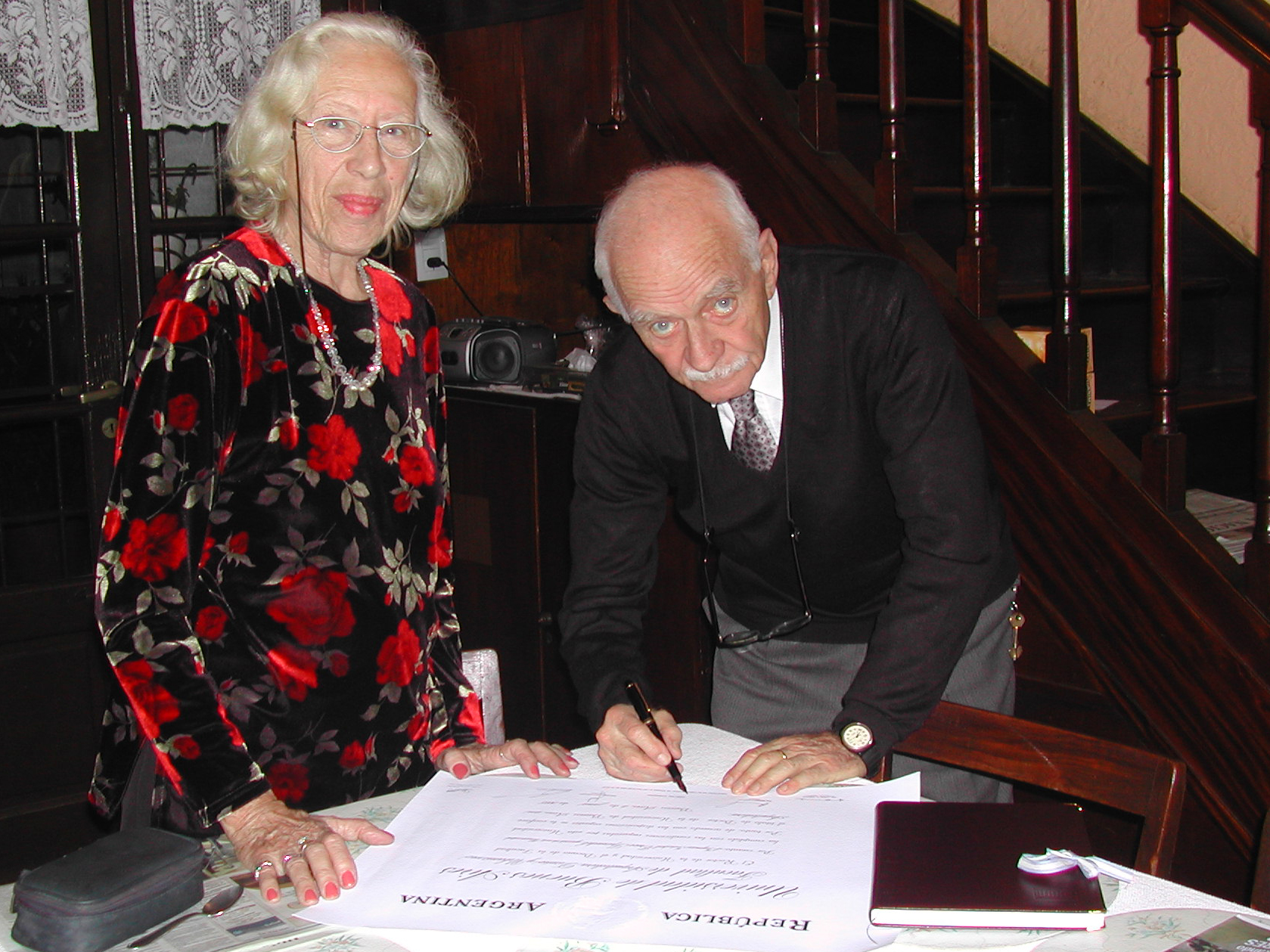
Erico Spinadel & Vera W. de Spinadel

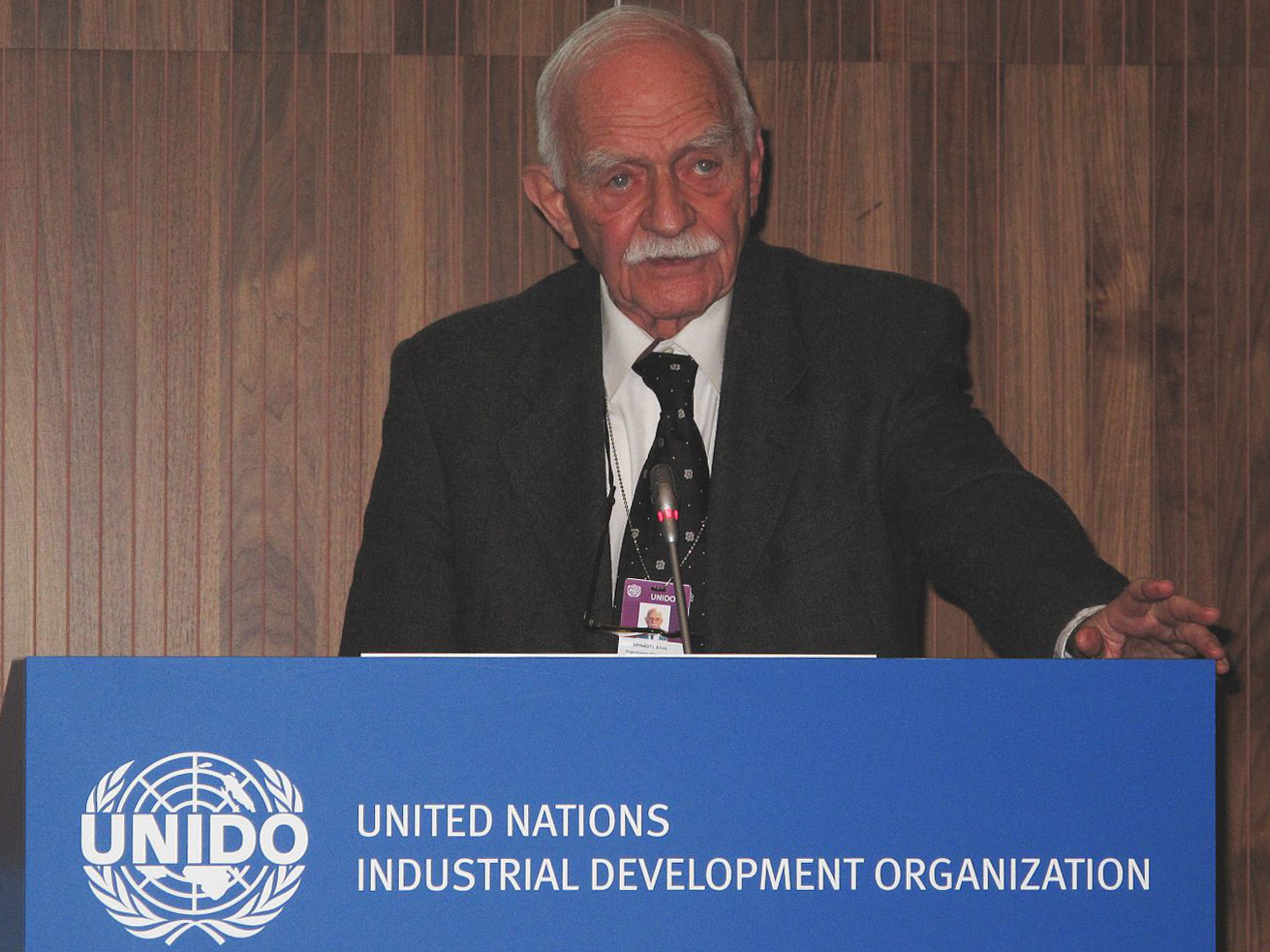
Erico Spinadel en UNIDO

## Trayectoria
Erico Spinadel se incorporó a la Comisión Nacional de Energía Atómica (CNEA) en 1956 y en enero de 1959 fue el primer operador en llevar un reactor nuclear (RA 1) a estado crítico, iniciando así el uso de la energía nuclear en el Hemisferio Sur, tanto para generar electricidad como para producir radioisótopos para hospitales y para aplicaciones industriales.  Entre 1994 y 2001 fue Profesor Titular en la Facultad de Ingeniería (Universidad de Buenos Aires), Argentina.
De 1986 a 1994 fue designado Director del Departamento de Electrotecnia de la Facultad de Ingeniería de la Universidad de Buenos Aires FIUBA. Desde 1994 es Profesor Emérito Consulto en la Universidad Nacional de Luján, Argentina.
En 1994, fue designado Presidente de la Asociación de Energía Eólica Argentina (AAEE) cargo que aun desempeña.
Desde 2008 es Director Regional de la Asociación Latinoamericana de Energía Eólica (LAWEA). y miembro del Consejo Directivo de la Asociación Mundial de Energía Eólica (WWEA, por sus siglas en inglés)
Es consultor de energía eólica de la Organización de las Naciones Unidas para el Desarrollo Industrial (UNIDO-ONUDI) desde 1992, cumpliendo por invitación especial de los respectivos Gobiernos varias misiones en Indonesia y el Extremo Oriente.
El Dr. Erico Spinadel es un líder en el campo de la Energía Eólica y sus investigaciones de un enfoque sistémico multidisciplinario para los países en desarrollo obtuvieron un amplio reconocimiento internacional. Es autor de más de 7 libros y ha publicado más de 50 trabajos de investigación.
Spinadel fue galardonado con el pour le Merit Nobility Title y la distinción Universal Summum Star en el rango de eminencia de la humanidad, elevado a la dignidad de senador en la ceremonia pública N.º 180, siendo su nombre registrado en el Registro Mundial de Valores Humanos, firmado en folios Nº 388/389.
El día 14 de marzo de 2019 se inauguró un Parque Temático de energías renovables en Villa Regina, Río Negro, que lleva su nombre.

## Libros
- "Circuitos Eléctricos y Magnéticos y Temas Especiales", Editorial Nueva Librería Buenos Aires, Argentina. ISBN 950-0088-01-0, 1982
- "Transformadores", Editorial Nueva Librería, Buenos Aires, Argentina. ISBN 950-9088-09-9, 1984
- “Circuitos Eléctricos y Magnéticos y Temas Especiales”. 2ª Edición ampliada y corregida. Editorial Nueva Librería, Buenos Aires, Argentina. ISBN 987-1104-25-1, 2004
- "Transformadores", 2ª Edición ampliada y corregida, Nueva Librería, Buenos Aires, Argentina. ISBN 987-1104-14-6, 2004
- Energía Eólica - Un enfoque sistémico multidisciplinario para países en desarrollo”, Nueva Librería, Buenos Aires, Argentina.  ISBN 987-1104-74-1, 2009
- Energía Eólica - Un enfoque sistémico multidisciplinario para países en desarrollo 2”, Nueva Librería, Buenos Aires, Argentina.  ISBN 987-1871-31-7, 2015

## Artículos científicos
- Wind energy; Suggested possibilities for the Republic Argentina. Journal of engineering military año 5 No. 9. Autor: E. Spinadel. PÁGINAS.: 86-91. Registration of intellectual property 302506. SSN: 0326-5560, 1989
- Wind energy: farms or isolated points? Military engineering año 6 No. 10. Autores: E. Spinadel and C. Luna Pont. PÁGINAS.: 66-70. Registration of intellectual property 302506. SSN: 0326-5560, 1990
- “Wind Diesel Project in El Cuy, Argentine Patagonia” - Anales de la Conferencia de Energía Eólica de la Comunidad Europea - ECWEC '90. Autores: E. Spinadel y C. Luna Pont. Pág. 49-54. ISBN 0-9510271-8-2, 1990
- “Why do I say "Yes" now? Wind farms in Patagonia”. Anales de la European Community Wind Energy Conference, ECWEC'93. Autores: E. Spinadel, C. Luna Pont, G. Dutt. Pág. 118-131. ISBN 0-9521452-0-0. El Autor E. Spinadel integró el Comité Científico,1993
- Argentina Technology for Developing Countries commissioned by International Organism. Military Engineering magazine, Año 12, N°27. Autor: E. Spinadel. Páginas.: 34-36. Copyright Registry 124635. SSN: 0326-5560, 1995
- Aeolic-Electric Energy generated in the Patagonia transmitted to consumption centers following the hydrogen energy vector. Military Engineering magazine, Año 12, N°28. Autor: E. Spinadel. Páginas.: 30-36. Copyright Registry 124635. SSN: 0326-5560, 1996
- Aeolic-Electric Energy generated in the Patagonia transmitted to consumption centers following the hydrogen energy vector. Environment and Society magazine, N°3, 1996, CONAPAS. Autores: E. Spinadel, F. Gamallo y S. L. Gracia Nuñez. Páginas.: 8-13. Copyright Registry 666267, 1996
- About the proper use of aids. Windpower Magazine, vol.12 n°11, Denmark. Autor: E. Spinadel. Páginas.: 4. ISSN 0109-7318, 1996
- The Transmission of Electric Energy Generated in Wind Farms in the Argentine Patagonia to the Consumption Centers using the Hydrogen Vector. Proceedings of EUWEC'96, Göteborg, Sweeden, May. Autores: E. Spinadel, S. L. Gracia Nuñez, F. Gamallo. Páginas. 472-475. ISBN 0-9521452-9-4, 1996
- Wind Power Generators designed for Weak and Moderate Wind Conditions. Proceedings of European Union Wind Energy Conference, EUWEC'96. May. Autores: E. Spinadel, F. Gamallo, P. Spinadel. Páginas.: 329-332. ISBN 0-9521452-9-4, 1996
- Wind Energy Export through Liquid Hydrogen. Military Engineering magazine, Año 14, N°32. January–April. Autores: E. Spinadel, F. Gamallo y S.L. Gracia Nuñez. Páginas.: 14-16. Copyright Registry 669150. SSN: 0326-5560, 1997
- Wind Energy Export through Liquid Hydrogen. Environment and Society magazine, Año 2, N°8. May. Autores: E. Spinadel y F. Gamallo. Páginas.: 6-9. Copyright Registry 666267, 1997
- Mathematical Model for Determining the Accumulated Hydrogen Reserve in Wind-Generated Electricity At Distant Sites. Proceedings of M&D'98, Second International Conference on Mathematics & Design 98, San Sebastián, Spain, 1–4 de junio. Páginas. 333-340. ISBN 84-600-9459-6. Autores: V. Spinadel, F. Gamallo, E. Spinadel, 1998
- An Autonomous Wind-Hydrogen System for Electricity Services to Isolated Locations. Proceedings of XII World Hydrogen Energy Conference, Buenos Aires, 21–26 de junio  de 1998. Volume 1, Páginas. 777-782. ISBN 987-97075-0-8. Autores: F. Menzl, E. Spinadel, 1998
- Mathematical Model for determining the Accumulated Hydrogen Reserve in Wind-Generated Electricity at Distant Sites. Proceedings of XII World Hydrogen Energy Conference, Buenos Aires, 21–26 de junio. Volume 2. Páginas.1719-1728. ISBN 987-97075-1-6. Autores: V. Spinadel, F. Gamallo, E. Spinadel, 1998
- Patagonian Wind Exported as Liquid Hydrogen. Proceedings of XII World Hydrogen Energy Conference, Buenos Aires, 21–26 de junio de 1998. Volume 1. Páginas. 369-376. ISBN 987-97075-3-2. Autores: E. Spinadel, F. Gamallo, S. Luis Gracia Nuñez, P. Spinadel, M. Cerviño, 1998
- El Aprovechamiento de la Fuente Energética Primaria Eólica en la Argentina. 1ª Parte. Revista Electrotécnica Argentina, volumen LXXXIV, enero - febrero de 1998. Pág. 30-34. ISSN 0370-7857. Autor: E. Spinadel, 1998
- El Aprovechamiento de la Fuente Energética Primaria Eólica en la Argentina. 2ª Parte. Revista Electrotécnica Argentina, volumen LXXXIV, marzo - abril de 1998. Pág. 71-78. ISSN 0370-7857. Autor E. Spinadel, 1998
- Energía Eléctrica Domiciliaria mediante Hidrógeno y Celdas de Combustible . Autores: E.Spinadel, S.L.Gracia Nuñez, J.Maislin, R.Wurster, F.Gamallo. Revista Megavatios, No.228, abril, págs. 72-76. Reg. Prop. Intelectual 173449. ISSN 0025-8180, 2000
- Definición de las Características de un Generador Eoloeléctrico para Alimentación de Electrolizadores Alcalinos. Autores: E.Álvarez, R.Class, J.Dalmaso, F.Gamallo, J.Maislin, E.Spinadel. Revista Ingeniería Militar, ISSN 0326-5560, año 18, No.43, Ene.-Jun., páginas: 36-37, 2001
- Home electric Energy from hydrogen and fuel cells. Autores: E.Spinadel, J.Maislin, F.Gamallo. MW Magazine ISSN|0325-352X, Año 24, No.242, junio, Páginas: 102-106, 2001
- Hay conciencia de que la energía eólica existe, pero la legislación aún no es suficiente. Autor: E. Spinadel. Revista Electrogremio ISSN 0329-3009, año 15, No. l45, enero, páginas. 74-75, 2001
- Socio-economic determiners for a greater efficient utilization of a primary Energy source in Argentina. Autores: E.Spinadel, F.Gamallo. Megavatios Magazine ISSN 0325-352X, año 24, No.242, junio, Páginas.: 120-142, 2001
- Wind Power: a long-term investment. Autor: E. Spinadel. Tecnoil Magazine RPI 324-856, año 23, Nº 232, octubre, Páginas.: 54-60, 2001
- Mathematical Model for Optimizing Sizes of "PEM" Fuel Cells in Combined Natural Gas and Electricity Energy Supply. Autores: F. Gamallo; J. Maislin; E. Spinadel; V. W. de Spinadel. M&D2001, The Third International Conference, Deakin University, Geelong, Australia. ISBN 0-7300-2526-8, Páginas. 166 – 173, 2001
- Advantages of decentralized electricity and heat supply for buildings, using fuel cells. Autor: Erico Spinadel. Presented in Symmetry: Art & Science, Brussels, Belgium. ISSN|1447-607X. Páginas: 403-413, 2002
- Wind Energy in Argentina, Legislation, Economical & Technical Aspects. The World Wind Energy Association. The 1st World Wind Energy Conference, Berlin, Germany, 2–6 July 2002. Autores: E. Spinadel, J. Gil, F. Gamallo. ISBN 3-936338-11-6. Ext: 5 Páginas. Published on CD, 2002
- An isolated wind-hydrogen system for the Martín García Island. 10º International Symposium REGWA, Nutzung Regenerativer Energiequellen und Wasserstofftechnik, University of Applied Sciences of Stralsund, Stralsund, Germany, November 2003. Autor: E. Spinadel. Páginas. 138 - 143, ISBN 3-9807963-6-1, 2003

## Premios
- Medalla de Oro por los 30 años al servicio de la docencia pública universitaria FI UBA[15]
- PrimerPremio BIEL light + building BIEL'95'Award[16]
- Profesor Emérito de la Universidad Nacional de Luján desde 2011.[17]
- En junio de 2010 recibió el Título de la Nobleza Meritocrática por el destacado valor del género humano con el rango de Senador en el Parlamento Cívico de la Humanidad (Registro No. 288/289).[18] 2010